# Aegomorphus polystictus
Aegomorphus polystictus es una especie de escarabajo longicornio del género Aegomorphus, tribu Acanthoderini, subfamilia Lamiinae. Fue descrita científicamente por Bates en 1885.

## Descripción
Mide 11,6-19,1 milímetros de longitud.

## Distribución
Se distribuye por Costa Rica y Panamá.